# Juego de Las Estrellas

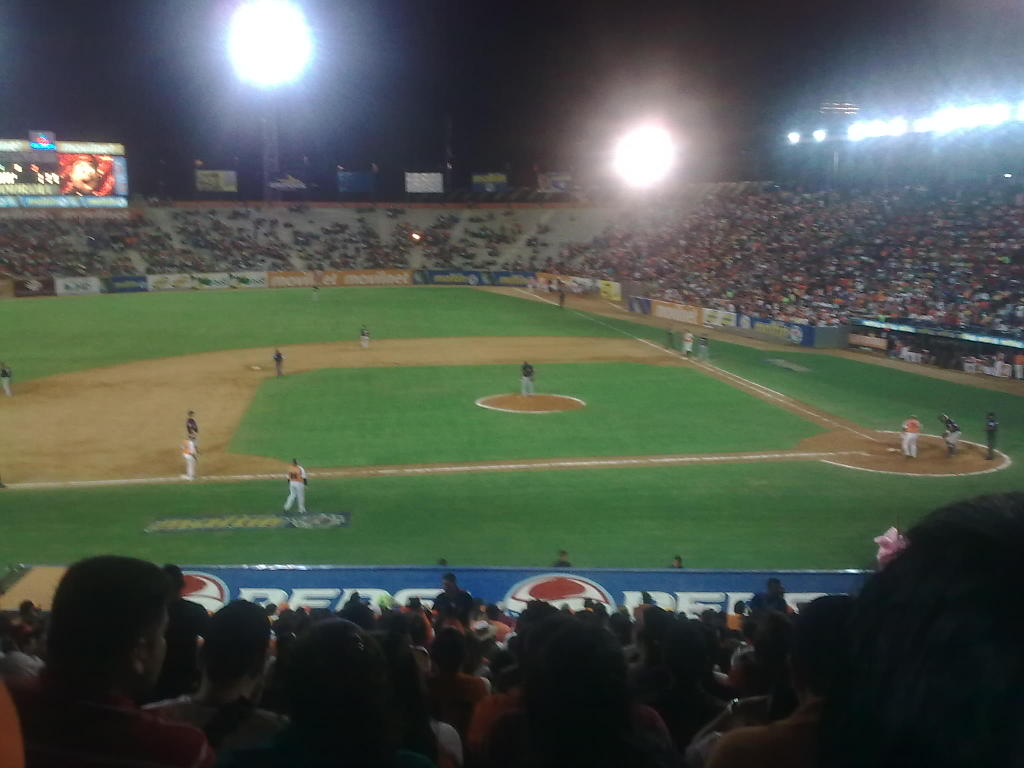
Vista del Estadio Luis Aparicio "El Grande" de Maracaibo, lugar en donde se llevó a cabo el Juego de las Estrellas 2009.

El Juego de las Estrellas de la Liga Venezolana de Béisbol Profesional es un partido de carácter amistoso que se celebra durante la temporada de la LVBP, en el que participan solo los mejores jugadores de cada año, divididos en dos equipos que representan a las antiguas divisiones (Oriente y Occidente).
El objetivo principal del partido es dar espectáculo, por ello se celebran también el mismo fin de semana un Derbi de Jonrones. Los Juegos de Estrellas comenzaron a partir de la temporada 1960-1961, pero en esta publicación se comienzan a registrar los jugados a partir del Juego de Estrellas que se celebró el 20 de enero de 1965 entre Estrellas del Centro ante Estrellas del Zulia. Desde entonces, se han reunido los mejores jugadores de la temporada en un partido para el entretenimiento.

## Partidos
| Juego de las Estrellas | Juego de las Estrellas | Juego de las Estrellas | Juego de las Estrellas  | Juego de las Estrellas | Juego de las Estrellas | Juego de las Estrellas | Juego de las Estrellas | Juego de las Estrellas |
| Edición                | Fecha                  | Ganó                   | Perdió                  | Lugar                  | Score                  | Ganador                | Perdedor               | Más Valioso            |
| ---------------------- | ---------------------- | ---------------------- | ----------------------- | ---------------------- | ---------------------- | ---------------------- | ---------------------- | ---------------------- |
| I                      | 20/01/65               | Est. Centro            | Est. Zulia              | Caracas                | 5-3                    | Isaías Chávez          | Graciliano Parra       |                        |
| II                     | 08/01/68               | Importados             | Criollos                | Caracas                | 6-4                    | Danny Morris           | Luis Peñalver          |                        |
| III                    | 23/12/68               | Criollos               | Importados              | Caracas                | 6-3                    | Luis Peñalver          | Diego Seguí            |                        |
| IV                     | 23/12/69               | Importados             | Criollos                | Maracaibo              | 8-6                    | Orlando Peña           | Ramón Muñóz            |                        |
| V                      | 23/12/70               | Criollos               | Importados              | Caracas                | 7-6                    | Ramón Muñóz            | Jerry Cram             |                        |
| VI                     | 23/12/71               | Criollos               | Importados              | Caracas                | 10-7                   | Luis Peñalver          | George Maz             |                        |
| VII                    | 12/12/72               | Importados             | Criollos                | Caracas                | 11-8                   | Milt Wilcox            | Luis Peñalver          |                        |
| VIII                   | 11/12/73               | Importados             | Criollos                | Caracas                | 7-5                    | Dave Hamilton          | Luis Peñalver          |                        |
| IX                     | 11/12/73               | Importados             | Criollos                | Caracas                | 10-5                   | Doug Bird              | Aurelio Monteagudo     |                        |
| X                      | 09/12/75               | Criollos               | Importados              | Acarigua               | 2-1                    | Aurelio Monteagudo     | Bill Campbell          |                        |
| XI                     | 07/12/76               | Importados             | Criollos                | Caracas                | 6-2                    | Mike Scott             | Pablo Torrealba        |                        |
| XII                    | 20/12/77               | Importados             | Criollos                | Caracas                | 10-4                   | Jim Wright             | Elías Lugo             |                        |
| XIII                   | 19/12/78               | Importados             | Criollos                | Caracas                | 2-0                    | Darrel Jackson         | Manuel Sarmiento       |                        |
| XIV                    | 11/12/79               | Importados             | Criollos                | Caracas                | 8-2                    | Diego Seguí            | Pablo Torrealba        |                        |
| XV                     | 16/12/80               | Importados             | Criollos                | Barquisimeto           | 4-0                    | Ted Power              | Luis M. Sánchez        |                        |
| XVI                    | 15/12/81               | Importados             | Criollos                | Maracay                | 8-0                    | Tom Dixon              | Luis Leal              |                        |
| XVII                   | 14/12/82               | Importados             | Criollos                | Maracaibo              | 7-3                    | Bryan Clark            | Lester Straker         |                        |
| XVIII                  | 13/12/83               | Criollos               | Importados              | Valencia               | 4-3                    | Marcos Campos          | Jeff Zaske             |                        |
| XIX                    | 18/12/84               | Criollos               | Importados              | Caracas                | 5-4                    | Wilie Flores           | Jeff Calhoum           |                        |
| XX                     | 10/12/85               | Importados             | Criollos                | Caracas                | 8-1                    | Odell Jones            | Luis Leal              |                        |
| XXI                    | 09/12/86               | Occidental             | Central                 | Barquisimeto           | 6-4                    | Julio Machado          | Luis Lunar             |                        |
| XXII                   | 08/12/87               | Central                | Occidental              | Caracas                | 8-7                    | Houg Kemp              | Omar Bencomo           |                        |
| XXIII                  | 13/12/88               | Occidental             | Central                 | Caracas                | 5-0                    | Len Damián             | Ángel Hernández        |                        |
| XXVI                   | 12/12/89               | Criollos               | Importados              | Maracaibo              | 4-2                    | Antonio Castillo       | Kevin Blankeship       |                        |
| XXV                    | 11/12/90               | Central                | Occidental              | Valencia               | 5-4                    | Joe Ausanio            | Luis Aponte            |                        |
| XXVI                   | 17/12/91               | Criollos               | Importados              | Maracay                | 4-3                    | Oswaldo Villalobos     | Cliff Young            |                        |
| XXVII                  | 02/12/92               | Criollos               | Importados              | Puerto La Cruz         | 5-4                    | Julio Machado          | Mark Ohlms             |                        |
| XXVIII                 | 30/11/93               | Criollos               | Importados              | Cabimas                | 4-0                    | Urbano Lugo            | Heath Haynes           |                        |
| XIX                    | 13/12/94               | Importados             | Criollos                | Puerto La Cruz         | 8-4                    | Alan Levine            | Dilson Torres          |                        |
| XXX                    | 12/12/95               | Importados             | Criollos                | Barquisimeto           | 4-4                    | Empate                 | Empate                 |                        |
| XXXI                   | 10/12/96               | Criollos               | Importados              | Caracas                | 6-2                    | Juan C. Pulido         | Mike Farrell           |                        |
| XXXII                  | 09/12/97               | Criollos               | Importados              | Valencia               | 2-1                    | Oscar Henríquez        | Mike Grzanich          |                        |
| XXXIII                 | 01/12/98               | Importados             | Criollos                | Caracas                | 4-1                    | Huck Flener            | Urbano Lugo            |                        |
| XXXIV                  | 07/12/99               | Importados             | Criollos                | Puerto Ordaz           | 7-0                    | Keith Evans            | Marcos Castillos       |                        |
| XXXV                   | 05/12/00               | Occidental             | Oriental                | Maracaibo              | 3-0                    | Geremy González        | Rubén Quevedo          |                        |
| XXXVI                  | 04/12/01               | Occidental             | Oriental                | Maracay                | 7-1                    | Douglas Silva          | Luis R. Salazar        |                        |
| -                      | 03/12/02               | No                     | se                      | disputó                | por                    | Paro                   | Nacional               | -                      |
| XXXVII                 | 02/12/03               | Occidental             | Oriental                | Caracas                | 7-5                    | Yoan Torrealba         | Eduardo Villacís       |                        |
| XXXVIII                | 08/12/04               | Oriental               | Occidental              | Barquisimeto           | 3-1                    | Ismael Ramírez         | Adrián Hernández       |                        |
| XXXIX                  | 06/12/05               | Oriental               | Occidental              | Valencia               | 5-0                    | Kevin Henthorne        | Oscar Álvarez          |                        |
| XL                     | 11/12/06               | Occidental             | Oriental                | Caracas                | 6-1                    | Moisés Meléndez        | Renny Duarte           |                        |
| XLI                    | 04/12/07               | Occidental             | Oriental                | San Félix              | 7-4                    | Renny Duarte           | Alberto Bastardo       |                        |
| XLII                   | 09/12/08               | Venezuela              | Rep. Dominicana         | Caracas                | 4-3                    | Elio Serrano           | Darío Veras            |                        |
| XLIII                  | 09/12/09               | Occidentales           | Orientales              | Maracaibo              | 3-3                    | Empate                 | Empate                 |                        |
| -                      | 30/11/10               | No                     | se                      | disputó                | por                    | fuertes                | lluvias                | -                      |
| XLIV                   | 13/12/11               | Venezuela              | Rep. Dominicana         | Caracas                | 4-0                    | Dwayne Pollok          | Lorenzo Barceló        | Luis Jiménez           |
| XLV                    | 11/12/12               | Rep. Dominicana        | Venezuela               | Caracas                | 8-2                    | José Valdés            | Víctor Moreno          |                        |
| XLVI                   | 3/12/13                | Electos por fanáticos  | Electos por periodistas | Valencia               | 4-3                    | Jean Toledo            | Ramón Ramírez          | José Pirela            |
| XLVII                  | 2/12/14                | Estrellas del Futuro   | Estrellas Consolidadas  | Maracay                | 8-0                    | Jesús Pirela           | Luis Ramírez           | Eugenio Suárez         |
| XLIX *                 | 1/12/15                | Estrellas del Futuro   | Estrellas Consolidadas  | Puerto La Cruz         | 4-4                    | Empate                 | Empate                 | Elías Díaz             |
| L *                    | 29/11/16               | Estrellas Consagradas  | Estrellas del Futuro    | Caracas                | 9-4                    | René Cortez            | Loiger Padron          |                        |
| LI *                   | 5/12/17                | Occidentales           | Orientales              | Valencia               | 4-2                    |                        | Jonathan Albaladejo    | Jairo Pérez            |
| LII*                   | 18/12/23               | Occidentales           | Orientales              | Caracas                | 9-2                    | Anthony Vizcaya        | Osmer Morales          | Ildemaro Vargas        |
| LIV*                   | 10/12/24               | Venezuela              | Japón                   | Caracas                | 3-1                    | Jesus Valles           | Yuki Sato              | Gabriel Arias          |

(*) Asociación Única de Peloteros Profesionales de Venezuela

## Equipos que han participado
| Pos | Equipo                  | J  | G  | P  | E |
| --- | ----------------------- | -- | -- | -- | - |
| 1   | Importados              | 29 | 16 | 12 | 1 |
| 2   | Criollos                | 29 | 12 | 16 | 1 |
| 3   | Occidentales            | 12 | 8  | 4  | 1 |
| 4   | Centrales               | 4  | 2  | 2  | 0 |
| 5   | Orientales              | 8  | 2  | 6  | 1 |
| 6   | Venezuela               | 3  | 3  | 1  | 0 |
| 7   | Rep. Dominicana         | 3  | 1  | 2  | 0 |
| 8   | Estrellas del Centro    | 1  | 1  | 0  | 0 |
| 9   | Electos por fanáticos   | 1  | 1  | 0  | 0 |
| 10  | Estrellas del Zulia     | 1  | 0  | 1  | 0 |
| 11  | Electos por periodistas | 1  | 0  | 1  | 0 |
| 12  | Japón                   | 1  | 0  | 1  | 0 |